# Yaroslav Popovych

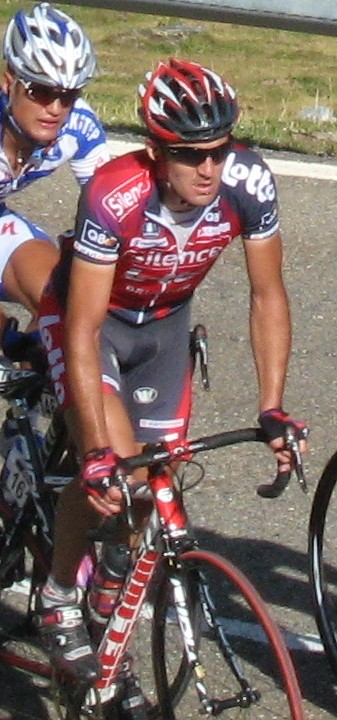
Popovych em 2008.

Yaroslav Pavlovych Popovych (em ucraniano:  Ярослав Павлович Попович; Drohobych, 4 de janeiro de 1980) é um ciclista profissional ucraniano que participa em competições de ciclismo de estrada. Chegou à Discovery Channel em 2005, tendo sido um dos gregário principais de Lance Armstrong no seu último Tour de France. Foi o terceiro colocado na classificação geral do Giro da Itália de 2003 e venceu a 12ª etapa da Volta da França 2006.

## Resultados
2006
- 25º no Tour de France
  - 1º na 12ª Etapa
- 3º no Tour de Georgia
  - 1º na 2ª Etapa
  - 3º na 5ª Etapa
  - 2º na Classificação dos pontos
- 17º na Vuelta a Castilla y León
  - 1º na 2ª Etapa (Contra-relógio)

2005
- 1º Volta a Cataluña
- 3º na 2ª Etapa do Paris-Nice
- 2º na 7ª Etapa do Dauphiné Libéré
- 12º no Tour de France
  - 1º na Classificação da juventude

2004
- 5º Giro d'Italia
  - 3 dias com a camisola rosa
- 1º no Trophee Giacotelli

2003
- 3º no Giro d'Italia

2002
- 12º no Giro d'Italia

2001
- 1º no Campeonato do Mundo de Estrada Sub-23